# نهر ساو ماتيوس
نهر ساو ماتيوس هو نهر يتواجد في المقام الأول في ولاية إسبيريتو سانتو في شرق البرازيل. 

## المسار
يمتد نهر ساو ماتيوس من ولاية ميناس جيرايس البرازيلية في بلدية ساو فيليكس دي ميناس، حيث يُعرف باسم براسو سول دو ريو ساو ماتيوس (الفرع الجنوبي) أو ريو كريكاري . رافدها الرئيسي هو نهر كوتوكس (أو الفرع الشمالي) ، والذي ينشأ أيضًا في ميناس جيرايس بالقرب من مصدر الفرع الجنوبي، في منطقة تسمى «ألتو ساو ماتيوس».  وهما معا بالقرب من قرية لاجوا في 18°39′02″S 40°05′37″W / 18.65056°S 40.09361°W ، يتدفق نهر ساو ماتيوس 65 كيلومترًا 18°39′02″S 40°05′37″W / 18.65056°S 40.09361°W ، عبر مدينة ساو ماتيوس، ويصب في المحيط الأطلسي الجنوبي بالقرب من بلدة كونسيساو دا بارا، في ولاية إسبيريتو سانتو . بالإضافة إلى ذلك، تعد الأنهار الأخرى مثل ساو دومينغوس وسانتانا وماريكو وريو بريتو جزءًا من النظام الهيدرولوجي لنهر ساو ماتيوس. 

## روابط خارجية
- "Mapa Rodoviário Espírito Santo (Roadmap of Espírito Santo)" (PDF). Ministry of Transport of Brazil. 2002. مؤرشف من الأصل (PDF) في 2016-03-03.